# Hands-On Mobile
A Hands-On Mobile, fundada em 2001, é uma empresa de entretenimento móvel.
A empresa desenvolve pública e distribui conteúdo de telefonia móvel via operadoras e portais. Oferece o seu conteúdo em tecnologia Java (J2ME), BREW, SMS, MMS, e WAP em inglês, francês, italiano, castelhano, alemão, português, checo, chinês e coreano.
Hands-On Mobile é uma companhia privada com sede em San Francisco, California. Possui ainda escritórios em San Diego, Londres, Manchester, Cracóvia (Polônia), Madrid (Espanha), Paris (França), Munique (Alemanha), Pequim e Xangai (China) e São Paulo (Brasil).

## Parceiros

### Clientes notáveis
AT&T, Sprint/Nextel, T-Mobile, Verizon Wireless, Alltel, US Cellular, Bell Mobility, Telefonica, VIVO, Claro, Movistar, 3, Mobilkom Austria, Mobistar, O2, Orange, SFR, T-Mobile Group, Vodafone, Westel, Wind, China Mobile, Globe Telecom, SK Telecom, KTF, LG Telecom, Telstra, Smart Communications

### Parceiros de mídia notáveis
Activision, Billboard, CBS, LEGO, Marvel Entertainment, NASCAR, NBA, e World Poker Tour.

## Aplicações publicadas
- 3-in-1 Sudoku Garden
- Amazing Spider-Man Webslinger
- Astrology Zone
- Astrology Zone Premier
- Barry Bonds Home Run History
- Benchwarmer Personalization
- Billboard Mobile
- Blade Trinity
- California Games
- California Sexy Exposed
- California Sexy Poker
- Call of Duty
- Call of Duty 2
- Call of Duty 3
- CBS Baseball 2005
- CBS Baseball Game Center
- CBS Basketball Game Center
- CBS Fantasy Baseball Companion
- CBS Fantasy Football Companion
- CBS Football Game Center
- CBS SportsLine Mobile
- CBS Track and Field
- Chip's Challenge
- Connect 4
- Connect 4 Challenge
- Crystal Quest
- Darkest Fear: Grim Oak’s Hospital
- Ducati Extreme
- Duckshot
- Elektra: Assassin
- EPYX Summer Games
- EPYX Winter Games
- Fantastic 4
- Fantastic 4: Rise of the Silver Surfer
- Flirting by Blind Date
- Ghost Rider
- Guitar Hero III Mobile
- Gumball 3000
- Heroes Lore: Wind of Soltia
- Heroes Lore 2: The Knights of Frozen Sea
- IHRA Drag Racing
- IHRA Drag Racing 2
- Impossible Mission
- The Incredible Hulk
- The Incredible Hulk: Rampage
- Iron Man
- IQ Academy
- LEGO Bricks
- LEGO Brick Breaker
- LEGO Racers
- LEGO World Soccer
- Marching Martians
- Marvel Personalization
- Milton Bradley Operation
- Milton Bradley Game Pack
- Monopoly Tycoon
- Monopoly Tycoon 2007
- NASCAR Sprint Cup Mobile
- NBA 2 Go
- NCAA Football
- NFL Fantasy Companion
- Popeye Kart Racing
- Pro Bowling
- Pro Bowling 2
- Scratch City Pool
- Star Trek Nemesis
- Sudoku Garden
- The Elder Scrolls Travels Stormhold
- The Italian Job
- Thunder From Down Under Personalization
- Top Gun: Air Combat
- Top Gun: Air Combat II
- Top Gun 3: Gulf Crisis
- True Crime: New York City
- True Crime: Streets of LA
- Ultimate Spider-Man
- Universal Monsters
- Vacation Solitaire
- Venus Williams Tour Championship Tennis
- Winter Games
- Woody Woodpecker
- World Poker Tour 7 Card Stud
- World Poker Tour Texas Hold 'Em
- World Poker Tour Texas Hold 'Em 2
- X-Men 2
- X-Men Legends 2: Rise of Apocalypse
- X-Men 3: Mind Maze
- X-Men 3: The Last Stand